# Die Kluge
Die Kluge. Geschichte von dem König und der klugen Frau (La saggia. Storia del re e della donna saggia) è un'opera in 12 scene scritta da Carl Orff, rappresentata per la prima volta a Francoforte, in Germania, il 20 febbraio 1943. Orff la riteneva una Märchenoper (un'opera fiabesca). Il compositore scrisse anche il libretto, basato su Die Kluge Bauerntochter (La figlia saggia del contadino) dei fratelli Grimm. L'opera dura circa 90 minuti ed è spesso rappresentata assieme a Der Mond, dello stesso Orff.

## Ruoli
| Ruolo                          | Voci     | Cast originario Direttore: Otto Winkler |
| ------------------------------ | -------- | --------------------------------------- |
| Il re                          | baritono | Rudolf Gonszar                          |
| Il contadino                   | basso    | Emil Staudenmeyer                       |
| La figlia saggia del contadino | soprano  | Coba Wackers                            |
| Custode della prigione         | basso    | Emil Staudenmeyer                       |
| Proprietario dell'asino        | tenore   | Oskar Wittazscheck                      |
| Proprietario del mulo          | baritono | Günther Ambrosius                       |
| Primo vagabondo                | tenore   | Emil Seidenspinner                      |
| Secondo vagabondo              | baritono | Paul Kötter                             |
| Terzo vagabondo                | basso    | Herbert Hesse                           |

## Trama
L'opera narra la storia di un povero contadino che trova sulla per terra un mortaio fatto di oro. Decide di portarlo al re, credendo di esser quindi premiato poiché un suddito fedele. La sua saggia figlia, però, cerca di persuaderlo, perché il re lo rinchiuderebbe nei sotterranei, pensando che sia stato lui a rubargli il pestello. Il padre non le dà ascolto, e porta il mortaio dal re.
Ma la previsione della figlia si avvera, e questo è l'inizio dell'opera. Quando il re viene a sapere che la figlia aveva saggiamente previsto le sue azioni la fa condurre da sé. Le dice, quindi, di aver "parlato con un cappio al collo", e le dà due possibilità per salvare la sua vita. Può giocarci, o rispondere a tre indovinelli.
La figlia saggia sceglie di rispondere ai tre indovinelli, e risoltoli, salva così la propria vita. Il re ne fa la sua regina, cosicché tutto pare tornato alla felicità iniziale.
Però qualcosa sconvolge la quiete raggiunta: tre furfanti hanno suscitato qualche litigio tra i proprietari di un asino e un mulo. Una mattina trovano un asino appena nato tra le due bestie, e il proprietario del mulo pensa scioccamente che appartenga a lui. Il re è d'accordo con lui, dato che il bambino si trovava più vicino al mulo che all'asino. La regina sentendo ciò fa notare al proprietario del mulo il giudizio sciocco del marito. Il re si rende conto che la sua nuova moglie si fa beffe di lui e che opera contro la sua decisione così, offeso, la ripudia, permettendole però di portare con sé in una cassa qualunque cosa desideri e a cui lei attribuisca valore. Durante il loro ultimo incontro la regina droga il marito aggiungendo degli oppiacei nel suo vino e lo porta quindi via con sé nascondendolo nella cassa. Il re si risveglia più tardi in una casetta, riconoscendo solo ora la saggezza della moglie. Lei lo contraddice nuovamente, spiegandogli che nessuno che compia azioni con amore è davvero saggio.
Anche il contadino ha il suo lieto fine: trova un pestello d'oro nello stesso luogo in cui aveva trovato l'altro (che aveva stupidamente consegnato al re per piaggeria) all'inizio dell'opera.

## Strumentazione
- Legni: 3 flauti, 3 oboi, 3 clarinetti in Si Bemolle, La, Do ed Mi Bemolle (1 clarinetto basso doppio), 2 fagotti, controfagotto)
- Ottoni: 4 corni, 3 trombe, 3 tromboni, tuba
- Percussioni (4 musicisti): timpani, grancassa, 2 rullanti, tamburo tenore, tamburello, triangolo, litofono, sonagli di sabbia , piatti d'epoca, vari piatti turchi, tam-tam, raganella, campane da slitta, nacchere, campane tubolari, glockenspiel
- Altri strumenti: arpa, celesta, pianoforte, archi
- Strumenti sul palco: 3 trombe, tamburi vari, glockenspiel, organo